# A Prince Among Thieves
A Prince Among Thieves är det andra albumet av hiphop-producenten Prince Paul. Det är ett konceptalbum som berättar historien om Tariq (Breezly Brewin), en MC som försöker slå igenom, och hans polare True (Big Sha). A Prince Among Thieves har hyllats som ett av de mest framstående konceptalbum av sin tid
Gäster på albumet inkluderar Kool Keith, Big Daddy Kane, Chubb Rock, Biz Markie, De La Soul, Everlast, Sadat X, Xzibit, Kid Creole, Special Ed, Chris Rock, RZA och Buckshot.

## Låtlista
1. Tariq's Dilemma (Intro)  (interlude)
2. Pain Prince Paul Sha, Breeze
3. How It All Started  (interlude)
4. Steady Slobbin' Prince Paul Breeze
5. Just Another Day  (interlude)
6. What U Got (The Demo) Prince Paul Sha, Breeze
7. The Hustles On  (interlude)
8. MC Hustler Prince Paul Horror City
9. The Call  (interlude)
10. The Other Line Prince Paul Breeze, Heroine
11. Crazy Lou's Hideout  (interlude)
12. Weapon World Prince Paul Kool Keith
13. My Big Chance  (interlude)
14. War Party Prince Paul Horror City
15. Count Macula  (interlude)
16. Macula's Theory Prince Paul Big Daddy Kane
17. Mr. Large Prince Paul Sha, Chubb Rock, Biz Markie
18. Can You Handle It  (interlude)
19. Put the Next Man On Prince Paul Breeze, Sha, Superstar
20. I Was In  (interlude)
21. My First Day  (interlude)
22. More Than U Know Prince Paul De La Soul
23. Room 69  (interlude)
24. Mood For Love Prince Paul Newkirk, Sweet Dee, Breeze
25. The Bust  (interlude)
26. The Men in Blue Prince Paul Everlast
27. Central Booking  (interlude)
28. Handle Your Time Prince Paul Sadat X, Xzibit, Kid Creole
29. The Rev  (interlude)
30. Sermon  (interlude)
31. Showdown  (interlude)
32. You Got Shot Prince Paul Sha, Breeze
33. Every Beginning Must Have an Ending  (interlude)
34. The New Joint (DJ's Delite)  (interlude)
35. A Prince Among Thieves Prince Paul Sha

## Roller
- Tariq: Breezly Brewin
- True: Big Sha
- Mother: Monkey
- Officer O'Maley Bitchkowski: Everlast
- Crazy Lou: Kool Keith
- Mr. Large: Chubb Rock
- Breakneck: Special Ed
- Diehard: Biz Markie
- Hooker: Sweet Dee
- Crackhead: Chris Rock
- Crackhead Girl: Queen Bee
- RZA: RZA
- Count Macula: Big Daddy Kane
- The Reverend: Dom Dom
- Convicts: Sadat X, Xzibit, Kid Creole
- Buckshot: Buckshot
- Thug Group: Horror City
- Paramedic 1: Rodd Houston
- Paramedic 2: Wendy Day
- Tariq's Sis (Star Keisha): Karima
- Police Officer 2: Phil Painson
- Police Captain: Danny Madorski
- Wu Receptionist: Kamala Gordon
- Tammy: Heroine